# ミロスラフ・クラリェヴィッチ
ミロスラフ・クラリェヴィッチ（Miroslav Kraljević、1885年12月14日 - 1913年4月16日）はクロアチアの画家、イラストレーター、彫刻家である。クロアチアのモダンアートの基礎を築いた一人とされるが27歳で病没した。

## 略歴
現在のクロアチア、リカ＝セニ郡のゴスピッチ(Gospić) に生まれた。1904年にウィーンに移り、法律を学ぶが、風景画家のゲオルク・フィッシュホフ(Georg Fischhof:1859-1914)から絵を学んだ 。2年後、法律の学校を中退して、画家の道に進むことにして、1906年にミュンヘンに移り、ミュンヘン美術院に入学し、フーゴー・フォン・ハーベルマンに学んだ。
ミュンヘン美術院を卒業した後、クロアチアに戻り、ポジェガに移っていた家族の家に滞在し1910年から1911年の間は、自画像や、風景画を描き、彫刻も始めた。
奨学金を得て1911年にパリに留学し、グランド・ショミエール芸術学校で修業するが、結核を発症した。1912年の秋、ザグレブに移り、最初の個展を開いた。1913年12月に結核の療養所に入るまで多くの作品を描いた。療養所で2ヶ月館間、療養した後、ザグレブに戻ったが、ザグレブで死去した。27歳であった。

## 作品

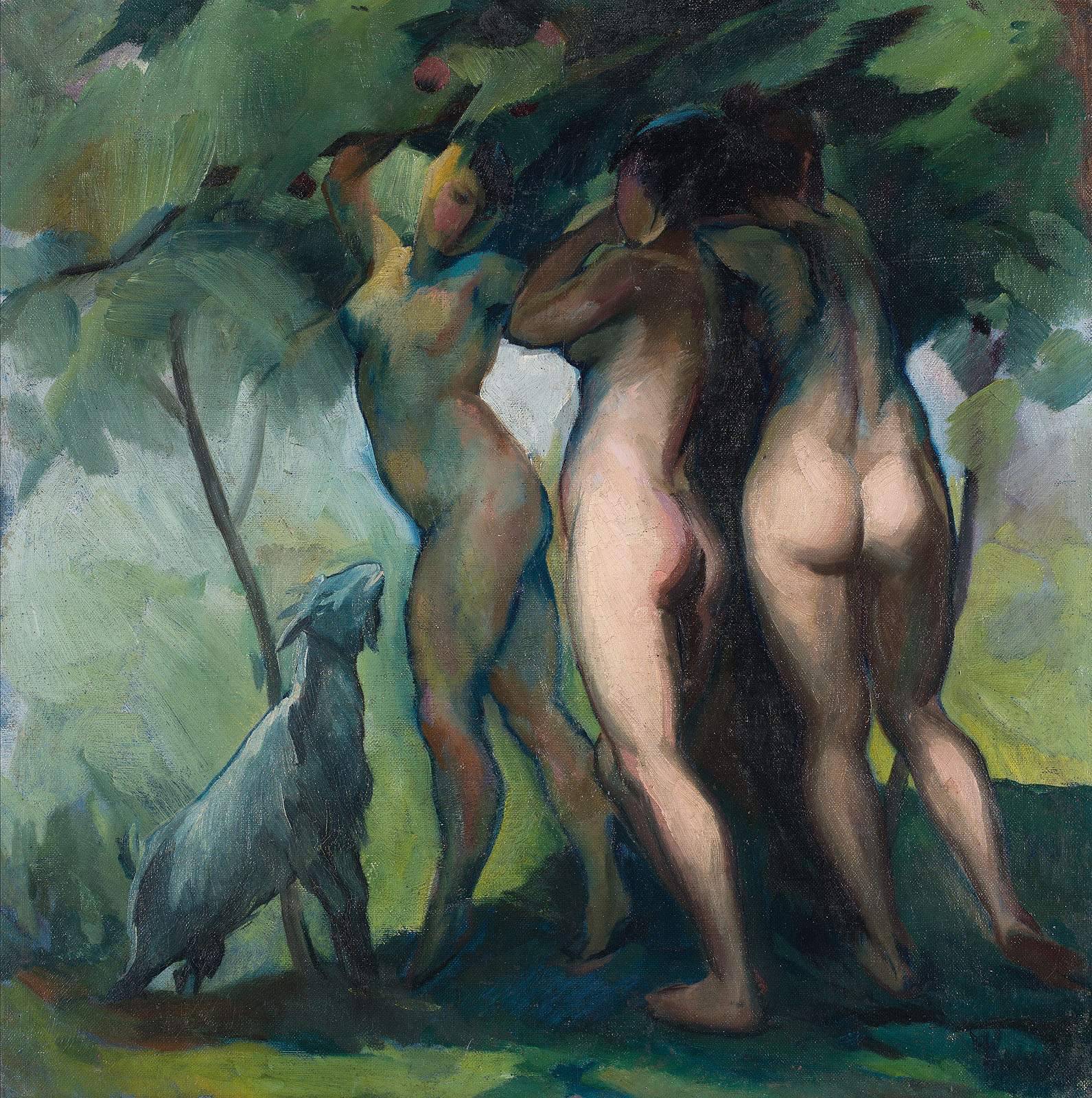
三美神 (1911)
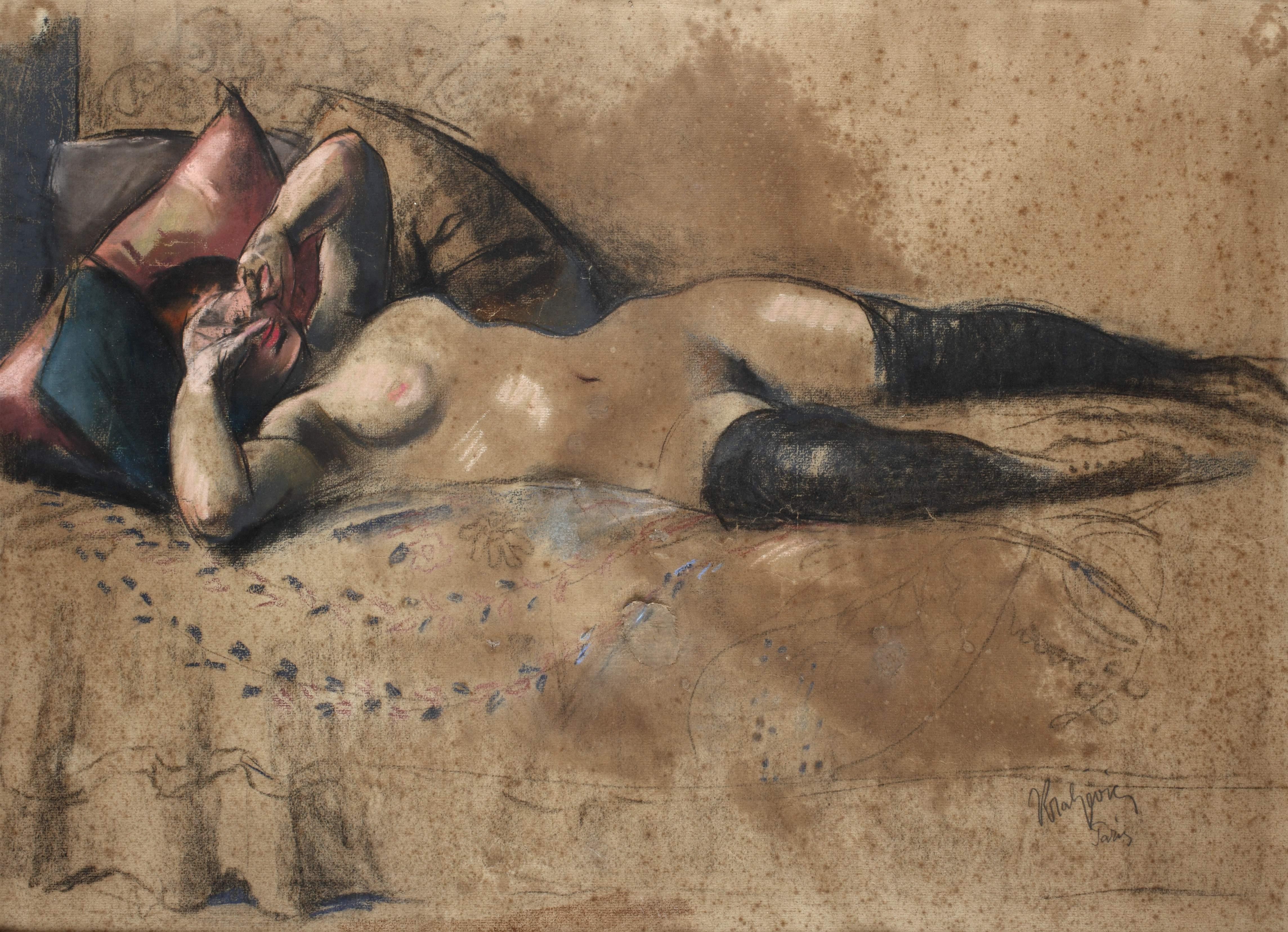
Apres (1912)
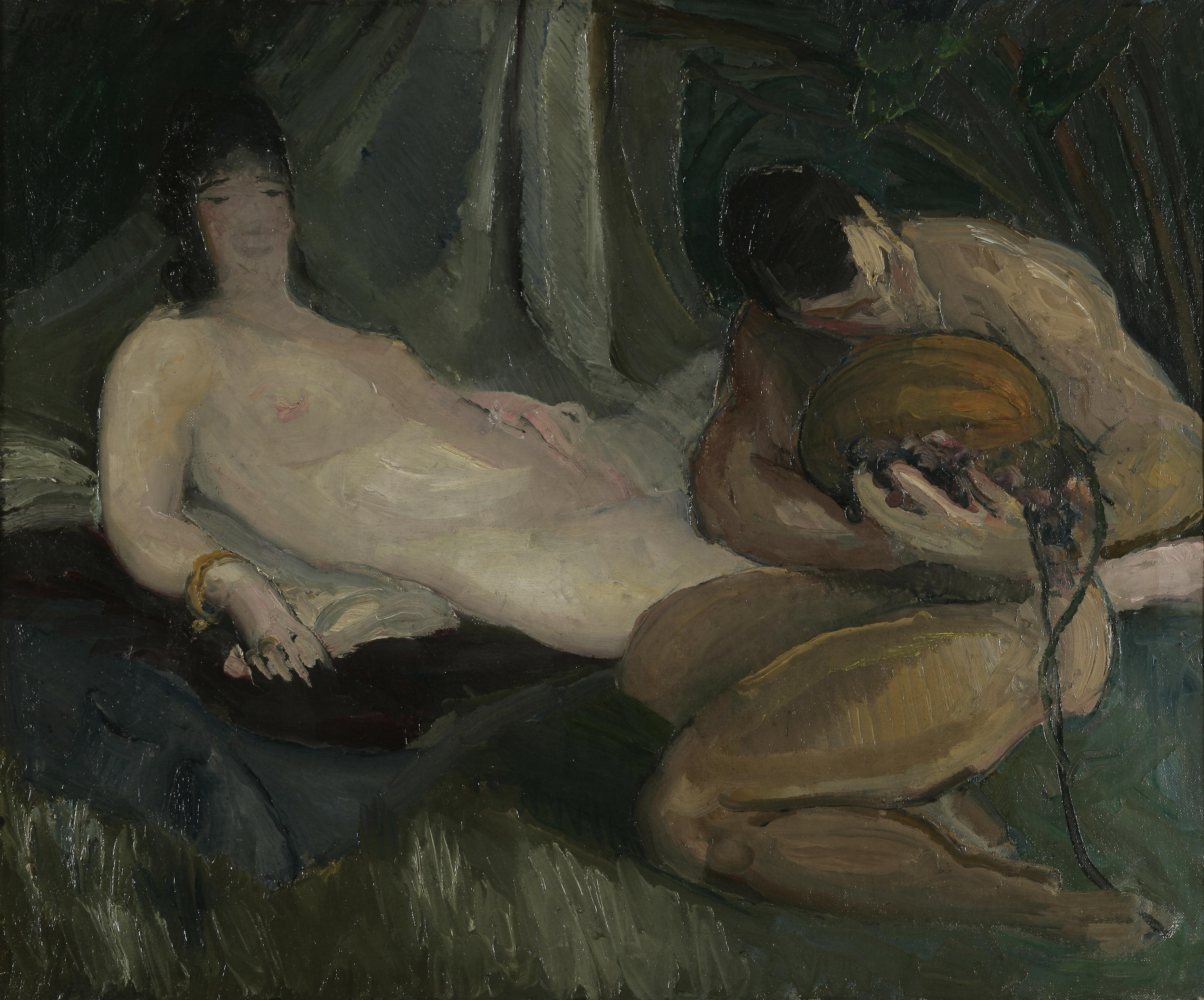
(1912)
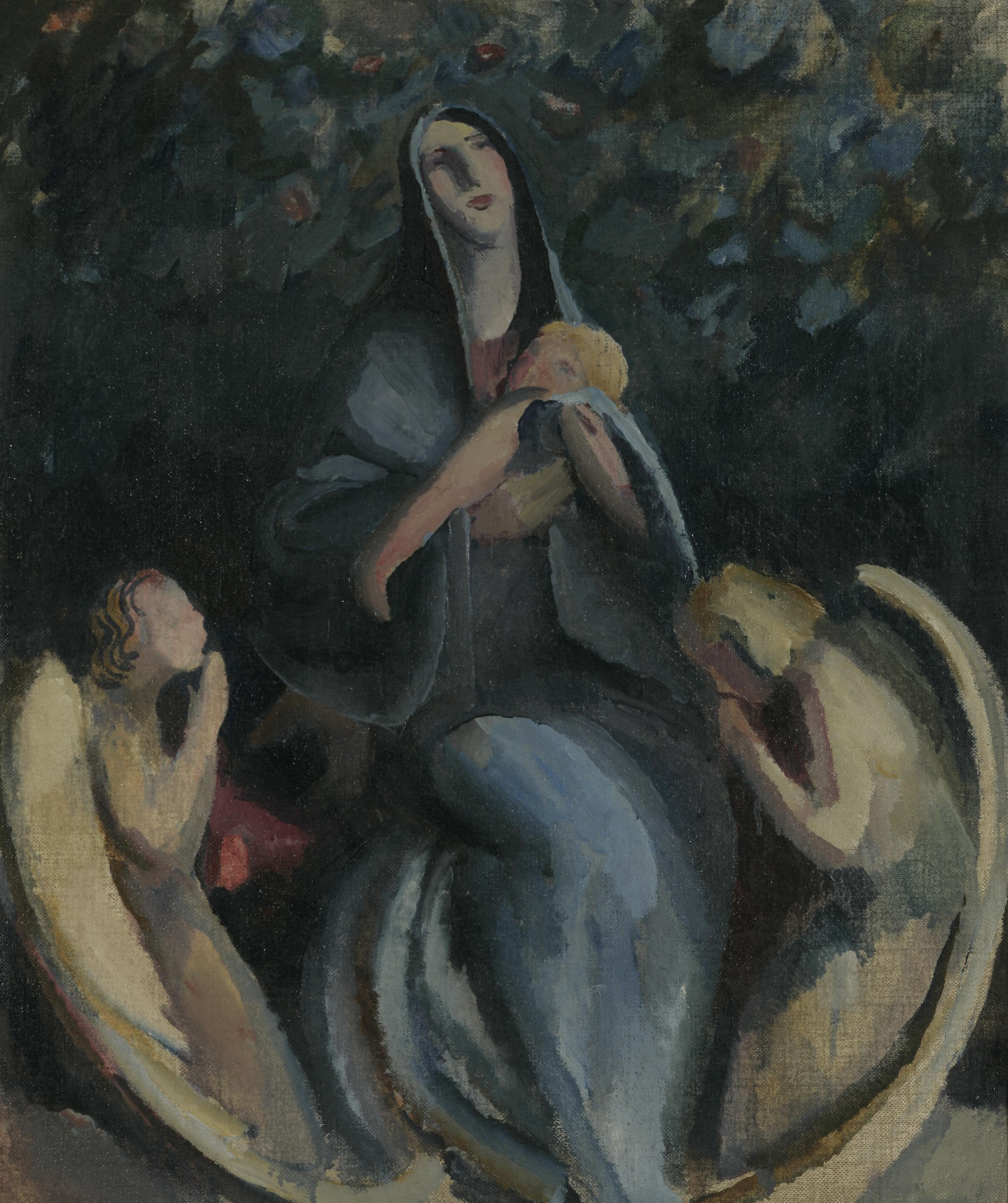
聖母子